# La Rose et la Flèche
Pour plus de détails, voir Fiche technique et Distribution.
La Rose et la Flèche (Robin and Marian) est un film d'aventures anglo-américain de Richard Lester, sorti en 1976.

## Synopsis
Robin des Bois et son fidèle ami Petit Jean sont de retour après une vingtaine d'années de croisades. Ils sont chargés par le roi Richard Cœur de Lion d'assiéger le château de Châlus afin de récupérer une statue d'or que convoite le roi. Mais le château n'est occupé que par des femmes et des enfants, et la statue est une statue de pierre. Le roi décide tout de même de l'assaut, après avoir reçu une flèche, et fait enfermer Robin et son compagnon. Blessé à mort par la flèche, le roi meurt peu de temps après, laissant libres Robin et Petit Jean.
Ils décident de retourner au pays, c’est-à-dire à Nottingham et sa forêt de Sherwood. Ils retrouveront leurs vieux complices ainsi que l'amie de Robin, Marianne, tous vieillis et fatigués. Marianne est devenue abbesse et, à la suite des démêlés entre le roi Jean sans Terre et le pape, doit quitter l'Angleterre. Comme elle refuse, le shérif a été chargé de l'arrêter. Robin rouvre donc les hostilités en s'opposant à l'arrestation de Marianne, qu'il emmène de force en forêt. Là-bas, Marianne apprend à Robin qu'elle a fait une tentative de suicide après son départ et que c'est à la suite des soins qui lui ont été prodigués à l'abbaye qu'elle a décidé de sa vocation. Après avoir convaincu Robin de retourner à l'abbaye, Marianne apprend que le shérif a fait les nonnes prisonnières. Robin et Jean se chargent de les délivrer, même si c'était un piège du shérif pour les capturer.
Le noble Ranulf de Pudsey, poursuivant Robin et ses compagnons, s'en retourne après avoir été humilié par Robin. Il demande alors au roi Jean de lui prêter des hommes afin de combattre cette révolte à son autorité, car il considère que le shérif n'est pas assez motivé contre la bande de Robin. Jean lui promet la tête de Robin ou celle du shérif, suivant le résultat de la prochaine campagne de ce dernier.
Pendant ce temps, les habitants pauvres de Nottingham, jeunes et vieux pour la plupart, ont rejoint Sherwood pour combattre à nouveau sous la bannière de Robin. Lorsque le shérif arrive à la tête de ses hommes à l'orée de la forêt, il fait monter son campement et attend la réaction de Robin. Celui-ci, galvanisé par la troupe qu'il a rassemblée et entraînée, et malgré les réticences de Marianne, décide d'affronter le shérif en combat singulier, lui promettant la soumission de ses hommes en cas de défaite. Bien que Ranulf s'oppose à sa décision, le shérif promet lui aussi le départ de ses troupes s'il venait à succomber.
Mais Robin est moins jeune qu'il ne voudrait le croire et le shérif en meilleure forme que lui. Bien que ce dernier l'exhorte à se rendre plutôt que mourir, Robin arrive in extremis à le tuer. Ranulf et ses troupes en profitent pour charger les compagnons, qu'ils n'ont aucun mal à tuer ou à neutraliser. Jean et Marianne arrivent tout de même à sauver Robin du champ de bataille et l'emmènent à l'abbaye où Marianne pense pouvoir le guérir.
Pendant que les compagnons sont tués ou capturés, Marianne s'empoisonne puis fait ingurgiter le poison à Robin, à son insu. Lorsque ce dernier comprend, il est trop tard. Marianne se justifie en lui disant qu'elle l'aime plus que tout et qu'elle ne supporte pas qu'il se berce encore d'illusions sur les exploits qu'il peut encore accomplir. Robin accepte sa mort prochaine et demande à Petit Jean de les enterrer, lui et Marianne, là où sa dernière flèche se plantera. Puis il bande une dernière fois son arc.

## Fiche technique
Sauf indication contraire, les informations mentionnées dans cette section peuvent être confirmées par la base de données cinématographiques IMDb,  présente dans la section « Liens externes ».
- Titre français : La Rose et la Flèche
- Titre original : Robin and Marian
- Réalisateur : Richard Lester
- Scénariste : James Goldman
- Producteur : Denis O'Dell, Richard Shepherd producteur exécutif et Ray Stark producteur exécutif
- Société de production : Columbia Pictures et Rastar Pictures
- Distribution : Warner Bros. et Columbia Pictures
- Musique : John Barry
- Directeur de la photographie : David Watkin
- Monteur : John Victor-Smith
- Direction artistique : Gil Parrondo
- Création des décors : Michael Stringer
- Costumes : Yvonne Blake
- Pays de production :  Royaume-Uni,  États-Unis
- Langue de tournage : anglais
- Format : Couleur Technicolor - 1,85:1 - Son mono - 35 mm
- Genre : Film d'aventures
- Durée : 106 minutes
- Dates de sortie : 
  - États-Unis : 11 mars 1976 (New York), 21 avril 1976 (sortie nationale)
  - Royaume-Uni : 27 mai 1976
  - France : 26 octobre 1977

## Distribution
- Sean Connery (VF : Jean-Claude Michel) : Robin des Bois
- Audrey Hepburn (VF : Martine Sarcey) : Lady Marianne
- Robert Shaw (VF : Jean Berger) : le shérif de Nottingham
- Richard Harris (VF : Denis Savignat) : Richard Cœur de Lion
- Nicol Williamson (VF : Francis Lax) : Petit Jean
- Denholm Elliott (VF : René Bériard) : Will Scarlett
- Ronnie Barker (VF : Claude Bertrand) : Frère Tuck
- Kenneth Haigh (VF : Bernard Murat) : Sir Ranulf (Rodolphe en français) de Pudsey
- Ian Holm (VF : Roland Ménard) : le roi Jean sans Terre
- Bill Maynard (VF : Claude Bertrand) : Mercadier
- Victoria Abril (sous le nom de Victoria Mérida Rojas) (VF : Béatrice Delfe) : la reine Isabelle
- Esmond Knight (VF : Alain Dorval) : un vieux défenseur
- Veronica Quilligan : sœur Mary
- Peter Butterworth (VF : Albert de Médina) : le chirurgien
- John Barrett : Jack
- Kenneth Cranham : l'apprenti de Jack

## Production

### Choix des interprètes
Ce film marque le retour d’Audrey Hepburn au cinéma, après neuf ans d’absence. Elle avait annoncé sa retraite des plateaux en 1967, pour se consacrer à sa famille et à un engagement humanitaire. Elle ne va tourner que cinq films entre 1967 et 1990, par amitié pour des comédiens ou des réalisateurs.

### Tournage

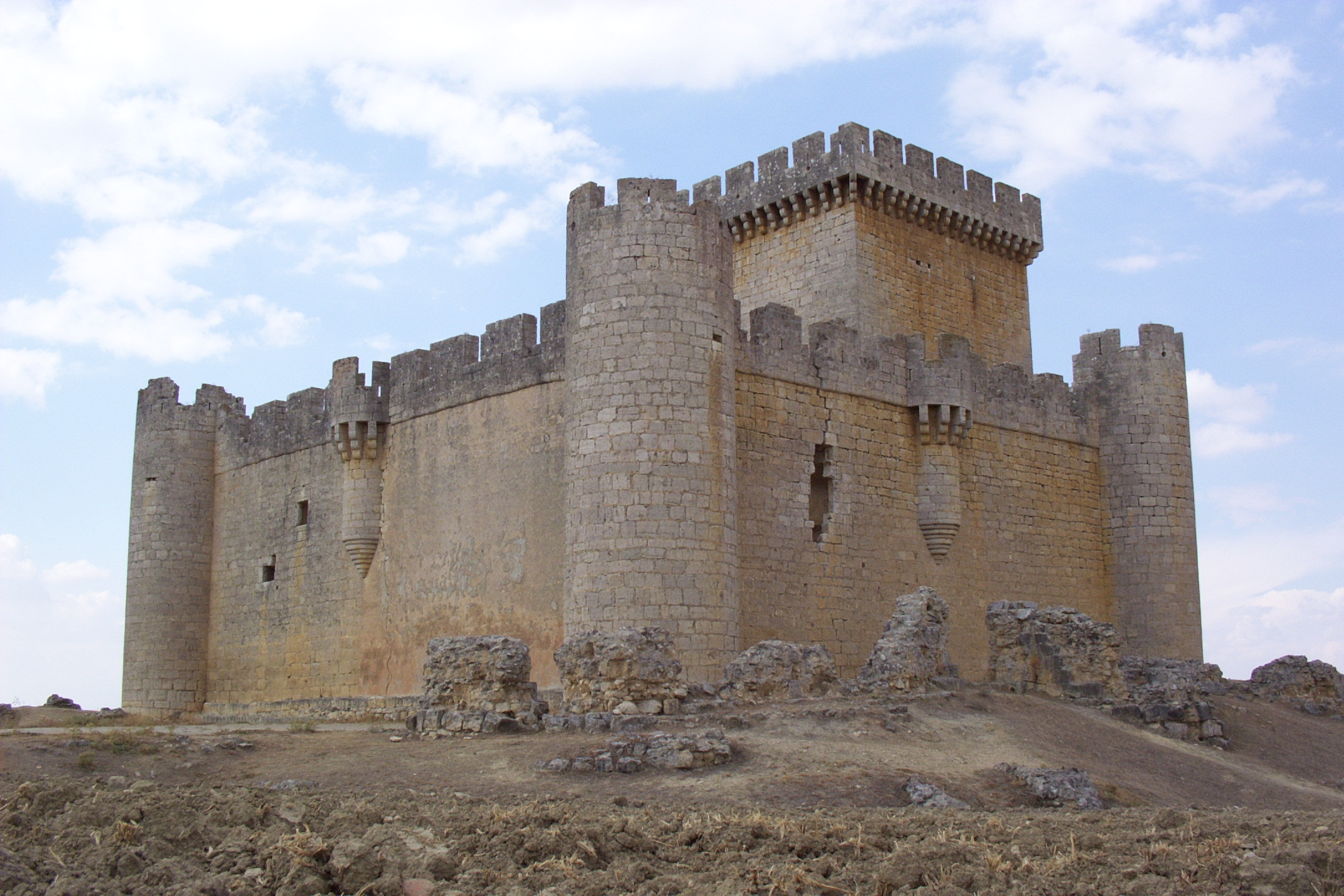
Le château de Villalonso en Castille, utilisé pour la scène d'ouverture du film sur la mort du roi Richard Cœur de Lion.

Le film, qui s'ouvre sur la mort de Richard Cœur de Lion à Châlus (Limousin), fut tourné à Lizaso au Pays basque espagnol, dans la forêt d'Orgi, une chêneraie de 80 hectares, et ce, durant les mois de juin et juillet 1975. Le château de Châlus est figuré par celui de Villalonso.

## Erreurs historiques
La région de Châlus est verdoyante, alors que le château montré dans le film est au milieu d’une plaine désertique.
La Troisième croisade, à laquelle participa Richard Cœur de Lion, ne dura que trois ans, et non vingt, comme le dit Robin.
Richard mourut à 41 ans, alors qu'il semble être un vieillard dans le film.
La reine Isabelle d'Angoulême avait une dizaine d'années lorsqu'elle épousa Jean sans Terre, mais le mariage, politique, ne fut consommé que six ans plus tard.

## Édition vidéo
Le film sort en DVD et Blu-ray le 18 février 2020, chez Rimini Editions. L'édition comprend en bonus une interview de Sean Connery datant de 1984, une interview du journaliste William Couette, et une interview de Laurent Vissière, maître de conférences en histoire médiévale à la Sorbonne.